# Flight of the Conchords
A Flight of the Conchords új-zélandi komikus duó, tagjai Bret McKenzie és Jemaine Clement. 1998-ban alakultak Wellingtonban. Humoruk és zenéjük a 2004-es rádióműsor, illetve a 2007-től 2009-ig futott sitcom alapjául szolgált.
Fellépéseik miatt világszerte kultikus státuszt értek el. Korábban "Új-Zéland negyedik legnépszerűbb gitáralapú acapella-rap-funk-humor folk duójának" nevezték magukat, de 2014 óta "Új-Zéland negyedik legnépszerűbb majdnem díjnyertes folk duójának" hívják magukat.
McKenzie és Clement a Victoria University of Wellington egyetemen tanultak, mielőtt megalapították az együttest. Ők ketten korábban a So You're a Man nevű csapat tagjaként léptek fel. A csapat tagja volt Taika Waititi is. Első fellépésük a wellingtoni BATS Theatre-ben volt, ekkor elkezdtek maguknak kiépíteni egy kicsi, de hűséges rajongótábort Új-Zélandon és Ausztráliában.
Első televíziós fellépésük a helyi Channel 7 tévécsatorna "Newtown Salad" című műsorában volt. 1999-ben még csak két dalt adtak elő, egy évvel később már négy éjszakát szerepeltek a műsorban, május 3.-tól 6.-ig.
Első fesztiválon való fellépésük az Edinburgh Festival Fringe-en volt 2002-ben. Egy évvel később újra felléptek itt, ekkor Perrier-díjra jelölték őket, majd felléptek a 2004-es fesztiválon is.

## Diszkográfia
- The Distant Future  (2007)
- Flight of the Conchords (2008)
- I Told You I Was Freaky (2009)
- Live in London (2019)